# Robert Walter (Politiker, 1948)

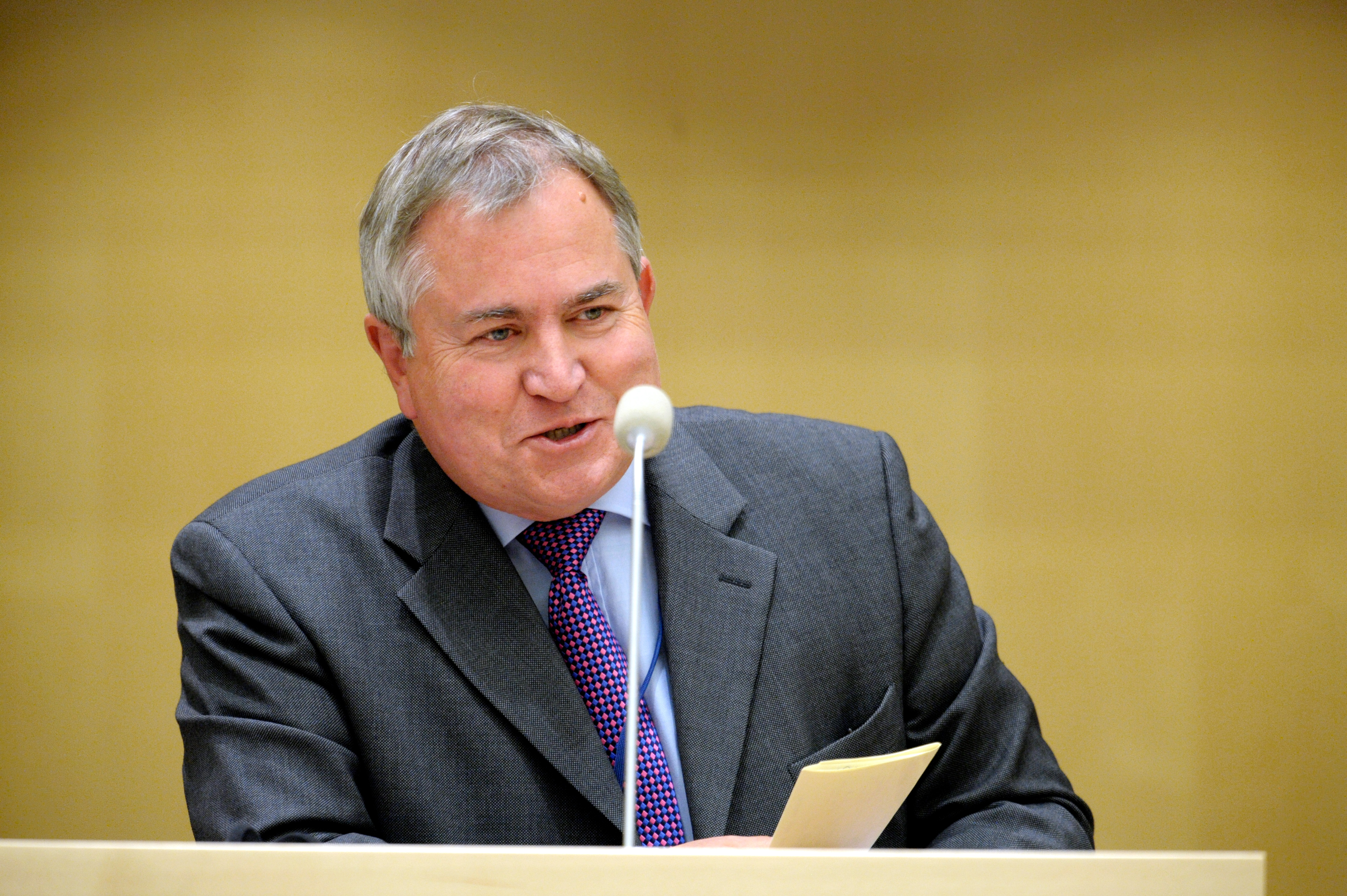
Robert Walter (2009)

Robert John „Bob“ Walter (* 30. Mai 1948 in Swansea, Wales) ist ein konservativer Politiker und ehemaliger Abgeordneter des britischen Unterhauses für den Wahlkreis North Dorset.
Walter gehört zu den 89 Personen aus der Europäischen Union, gegen die Moskau in Zusammenhang mit der Annexion der Krim durch Russland  ein Einreiseverbot verhängt hat.